# Fischa
 Il Fischa è un fiume della Bassa Austria. È un affluente di destra del Danubio e sfocia nei pressi della città di Fischamend.